# Municipio de Rock Grove (Illinois)
El municipio de Rock Grove (en inglés, Rock Grove Township) es un municipio del condado de Stephenson, Illinois, Estados Unidos. Tiene una población estimada, a mediados de 2021, de 1476 habitantes.

## Geografía
Está ubicado en las coordenadas 42°28′50″N 89°28′38″O / 42.48056, -89.47722. Según la Oficina del Censo de los Estados Unidos, tiene una superficie total de 78.8 km², de la cual 78.4 km² corresponden a tierra firme y 0.4 km² son agua.

## Demografía
Según el censo de 2020, en ese momento había 1473 personas residiendo en la zona. La densidad de población era de 18.8 hab./km². El 95.11 % de los habitantes eran blancos, el 0.34 % eran afroamericanos, el 0.20 % eran asiáticos, el 0.61 % eran asiáticos, el 0.81 % eran de otras razas y el 2.92 % eran de una mezcla de razas. Del total de la población, el 1.43 % eran hispanos o latinos de cualquier raza.